# Журавка (Шосткинський район)
Журавка — село в Україні, у Зноб-Новгородській селищній громаді Шосткинського району Сумської області. Населення становить 315 осіб. До 2016 орган місцевого самоврядування — Очкинська сільська рада.

## Географія
Село Журавка знаходиться на правому березі річки Свига, яка через 4 км впадає в річку Десна. На відстані 2,5 км розташоване село Очкине. Річка в цьому місці звивиста, утворює лимани, стариці і заболочені озера

## Назва
Село з дня свого заснування називалася ім'ям відомого представника української козацької старшини Лук'яна Івановича Жоравко: Лук'янівка (Жоравка) — 1729 р., Журавка (Лук'янівка) — 1765—1768 рр., Жоравка — 1750, 1779—1781 рр., Журавка — 1799—1801, 1859, 1892, 1897, 1901, 1913, 1917 рр.

## Символіка

Герб роду Жоравків

На гербі зображений герб роду Жоравків – лук із натягнутою стрілою, вістрям догори (польс. герб «Лук») на червоному тлі. Вгорі на блакитному тлі (річка Свига) три журавлі, які вказують на назву населеного пункту (герб є промовистим).

## Історія
Журавка була заснована відомим представником української козацької старшини Лук'яном Івановичем Жоравко, який з 1693 по 1709 рр. служив новгородським сотником, а з 1709 по 1719 рр. стародубським полковником.
Точний час заснування Журавки невідомий. На думку А. М. Лазаревського, воно була засновано наприкінці XVII століття, коли Лук'ян Жоравко був у гетьмана Мазепи керуючим його «замком батуринським». Аналогічної точки зору дотримувався і А. І. Ханенко. Їх висновки ґрунтувалися на свідченнях місцевих жителів, які в ході Генерального слідства про маєтності Стародубського полку стверджували, що їх село «оселив Лук'ян Жоравко, будучи у гетьмана Мазепи господарем». Однак окрім Журавських жителів, у ході Генерального слідства була опитана і невістка засновника села — Ганна Павлівна Жоравко, яка стверджувала, що Журавка була поселена її свекром «ще за гетьмана Івана Самойловича, за дозволом його, при покупці млинів на річці Свига і частини земель».
Її свідчення заслуговують більшої довіри, оскільки вона була особисто знайома з Лук'яном Івановичем і могла чути від нього історію заснування села. Однак однозначно стверджувати, що її свідчення більш правдиві, ніж свідчення місцевих жителів не можна, оскільки у нас для цього немає підстав.
Наявність суперечностей у показах Журавських жителів позбавляють нас можливості визначити і точний час заснування Журавки, оскільки вона могла бути заснована як в 1672—1687 рр., коли гетьманом Війська Запорізького на Лівобережній Україні був Іван Самойлович, так і в 1687—1693 рр., Коли Лук'ян Жоравко займав посаду керуючого Батуринським замком.
Будь-якого дозволу на поселення Журавки у Лук'яна Івановича не було. Це випливає з того, що вже через кілька днів після здачі Новгород-Сіверського російській армії він звернувся до Петра I і попросив видати йому жалувану грамоту на «власні його села Лук'янівку і Боровичі». Петро I його прохання задовольнив і на знак подяки за надану допомогу призначив його стародубським полковником і подарував йому в листопаді 1708 року «і дружині його, і дітям, і потомству в утвердження» село Журавку, з млинами, ріллею, сіножатями і гаями, які 12 березні 1710 були закріплені за ним універсалом гетьмана І. Скоропадського.
Влітку 1719 Лук'ян Жоравко помер. Незадовго до смерті він подарував Журавку своєму синові від першого шлюбу бунчуковому товаришу Григорію Лук'яновичу Жоравко (? — 23.04.1724), який по оборонному універсалу від 14 серпня 1719 володів в ній 15 дворами і 24 хатами (1723).
Після смерті Григорія Лук'яновича, яка настала 23 квітня 1724, його Журавські володіння успадкувала його дружина Ганна Павлівна Жоравко (? — 13.04.1731), дочка наказного гетьмана Павла Полуботка, а від неї вони перейшли до її єдиної дочки Марії Григорівні Жоравко (? — до 1749).
23 січня 1732 Марія Григорівна стала дружиною Могилянського сотника Максима Михайловича Турківського (? — До 1754) і передала йому в посаг село Журавку з хутором Журавським, пасіку і млин на річці Свига та інше нерухоме майно, яке 29 квітня 1732 було закріплено за ним універсалом гетьмана Апостола.
Однак дітей від шлюбу у неї не було, і після її смерті все майно з посагу було повернуто її найближчим родичам — двоюрідним братам Івану Тимофійовичу і Антону Тимофійовичу Жоравко, які в 1748 році добровільно розділили між собою вказані та інші володіння, а 14 грудня 1749 отримали на них підтверджувальні царські грамоти. Село Журавка з Журавським хутором дісталися Івану Тимофійовичу Жоравко, генеральному осавулу (1765—1781) та члену Малоросійської колегії з 1771 по 1782 рр.
На момент проведення Румянцевим опису Малоросії 1765—1768 рр. І. Т. Жоравко володів в Журавці 43 дворами і 3 бездворними хатами, а в 1779—1781 рр. — 51 двором і 57 хатами. У зазначений час в селі проживало 60 обивателів зі своїми сім'ями, більшість з яких займалися вирощуванням конопель та інших сільськогосподарських культур.
Після смерті І. Т. Жоравко, яка настала після 1792, всі його володіння в Чернігівській губернії успадкувала єдина дочка Наталія Іванівна Покорська-Жоравко (7.07.1749 — після 1811)], а від неї вони перейшли її синам Івану Івановичу Покорський-Жоравко і Федору Івановичу Покорський-Жоравко.
За переказами, на початку 30-их років XIX століття Покорські-Жоравко продали Журавку очкинському поміщику Михайлу Йосиповичу Судієнко, який в 1860 році володів в ній 257 кріпаками чоловічої статі.
У ході селянської реформи 1861 року всі судієнківські кріпаки отримали свободу і невеликі ділянки землі, а більша і краща частина земель залишилася у власності М. Й. Судієнко, який вирощував на них коноплю та інші сільськогосподарські культури і здавав землю в оренду місцевим жителям.
Після смерті М. Й. Судієнко, що настала 8 вересня 1871, його Журавські володіння успадкував його молодший син Олександр Михайлович Судієнко (28.07.1832 — 12.04.1882), а від нього вони перейшли до його синів — Євгену Олександровичу Судієнко (25.05.1870 — 1919) і Георгію Олександровичу Судієнко (21.06.1872 — після 1930), які володіли ними до 1917 року. Журавські селяни зазнавали утисків з боку місцевих поміщиків і в 1905—1907 рр. виступали проти них з економічними вимогами, а навесні 1917 року захопили пасовища Судієнка і стали самовільно випасати на них худобу . У цей час в Журавці працювали 2 водяних млини і 1 крупорушка, а наприкінці ХІХ — початку ХХ століття — борошномельний і сукновальний заводи підприємця Олександра Вікторовича Гарбузова, який виробляв масла, борошно і сукна більш ніж на 13 000 руб. на рік. У 1912 році борошномельний млин і крупорушка перебували у власності багатого Журавського селянина Кирила Демидовича Чухно і приносили йому близько 1000 руб. прибутку на рік.
Здавна, до проведення Румянцевського опису Малоросії 1765—1768 рр., В Журавці вже діяла дерев'яна Іллінська церква, у якій в 1779—1781 рр. служив один священик і два паламаря. До початку 80-х років позаминулого століття вона занепала, і в 1884 році на її місці була побудована нова дерев'яна церква, у якій в різний час служили Віктор Волинський (? — 1863 — ?), Іоанн Левицький (? — 1899 — ?) і інші священики.
У січні 1918 року в Журавці розпочалась радянська окупація.
Незабаром після цього церкву закрили, а в 1921 році спалили.
12 червня 2020 року, відповідно до розпорядження Кабінету Міністрів України № 723-р «Про визначення адміністративних центрів та затвердження територій територіальних громад Сумської області», село увійшло до складу Зноб-Новгородської селищної громади.
19 липня 2020 року, в результаті адміністративно-територіальної реформи та ліквідації Середино-Будського району, село увійшло до складу новоутвореного Шосткинського району.

## Населення
Згідно з переписом УРСР 1989 року чисельність наявного населення села становила 413 осіб, з яких 181 чоловік та 232 жінки.
За переписом населення України 2001 року в селі мешкало 315 осіб.

### Мова
Розподіл населення за рідною мовою за даними перепису 2001 року:
| Мова       | Відсоток |
| ---------- | -------- |
| російська  | 53,97 %  |
| українська | 46,03 %  |